# Kriegerdenkmäler (Hinterweidenthal)
Die Kriegerdenkmäler in Hinterweidenthal sind zwei Bauwerke, die ein gemeinsames Kulturdenkmal bilden.

## Lage
Die beiden Bauwerke befinden sich innerhalb der örtlichen Hauptstraße unmittelbar neben der evangelischen Kirche.

## Typologie

### Denkmal zum Deutsch-Französischen Krieg
Das eine Bauwerk entstand während der zweiten Hälfte des 19. Jahrhunderts. Es gehört zu der überschaubaren Zahl derjenigen Kriegerdenkmäler, die sich auf den Deutsch-Französischen Krieg von 1870/71 beziehen. Sie bilden sowohl hinsichtlich ihrer Entstehungszeit als auch hinsichtlich ihrer Gestaltung eine Einheit. Diese Gruppe der Monumente lohnt es nicht, weiter aufgeteilt zu werden.
Typisches Merkmal ist die Obelisken- bzw. Stelen-Form, mit einem aussagekräftigen Symbol. Dabei ist festzustellen, dass es sich üblicherweise um Denkmale handelt, die den Teilnehmern an den kriegerischen Ereignissen gewidmet sind, die deren Todesjahr festhalten und die meist von örtlichen „Krieger- & Veteranen-Vereinen“ errichtet wurden.
Eine Besonderheit bildet dabei das Denkmal in Hinterweidenthal – es nennt zusätzlich Teilnehmer am Deutsch-Dänischen Krieg und am Deutschen Krieg gegen Preußen – sowie einen Teilnehmer der Aktionen in China und einen Gefallenen in Afrika. Die Texte dieser Monumente sind meist knapp im Pathos des erfolgreichen „Einigungskrieges“ gehalten.

### Denkmal zum Ersten Weltkrieg
Das andere Denkmal widmet sich den Gefallenen des Ersten Weltkriegs. Es zeigt eine Frau im klassischen Faltengewand auf einer Art Thronstuhl sitzend, den Kopf vorgeneigt in die rechte Hand gestützt. Der Rückgriff auf das antike Trauer-Motiv wird verstärkt durch eine unter dem Stuhl stehende Amphore.